# Figura św. Jana Nepomucena w Nowej Rudzie (ul. Piastów)
Figura św. Jana Nepomucena w Nowej Rudzie (ul. Piastów) – barokowa rzeźba św. Jana Nepomucena postawiona w 1752 r. w Nowej Rudzie, przy  moście w miejscu, gdzie strumień Woliborka wpływa do Włodzicy. 
Na postumencie znajduje się inskrypcja po łac. EX / PIETATE VOVET / STATVAM LOCVS/ IS TE IOANNI SIS / TVTELARIS PRO / TEGE DIVE TVOS, mówiąca: Tobie, Janie, z pobożnej czci poświęciła ten pomnik tutejsza miejscowość. Bądź opiekunem, ochraniaj Twoich czcicieli, z chronostychem zawierającym datę postawienia: DCLLXVVVVVVVIIIIIII - 1752. 
Figura przy ul. Piastów jest jedną z sześciu przedstawień tego świętego w Nowej Rudzie; pozostałe znajdują się przy: ul. Akacjowej 2 (obok kościoła), ul. Cichej 2, ul. Cmentarnej 1, ul. Bohaterów Getta 15,  ul. Radkowskiej 95.

## Zobacz też

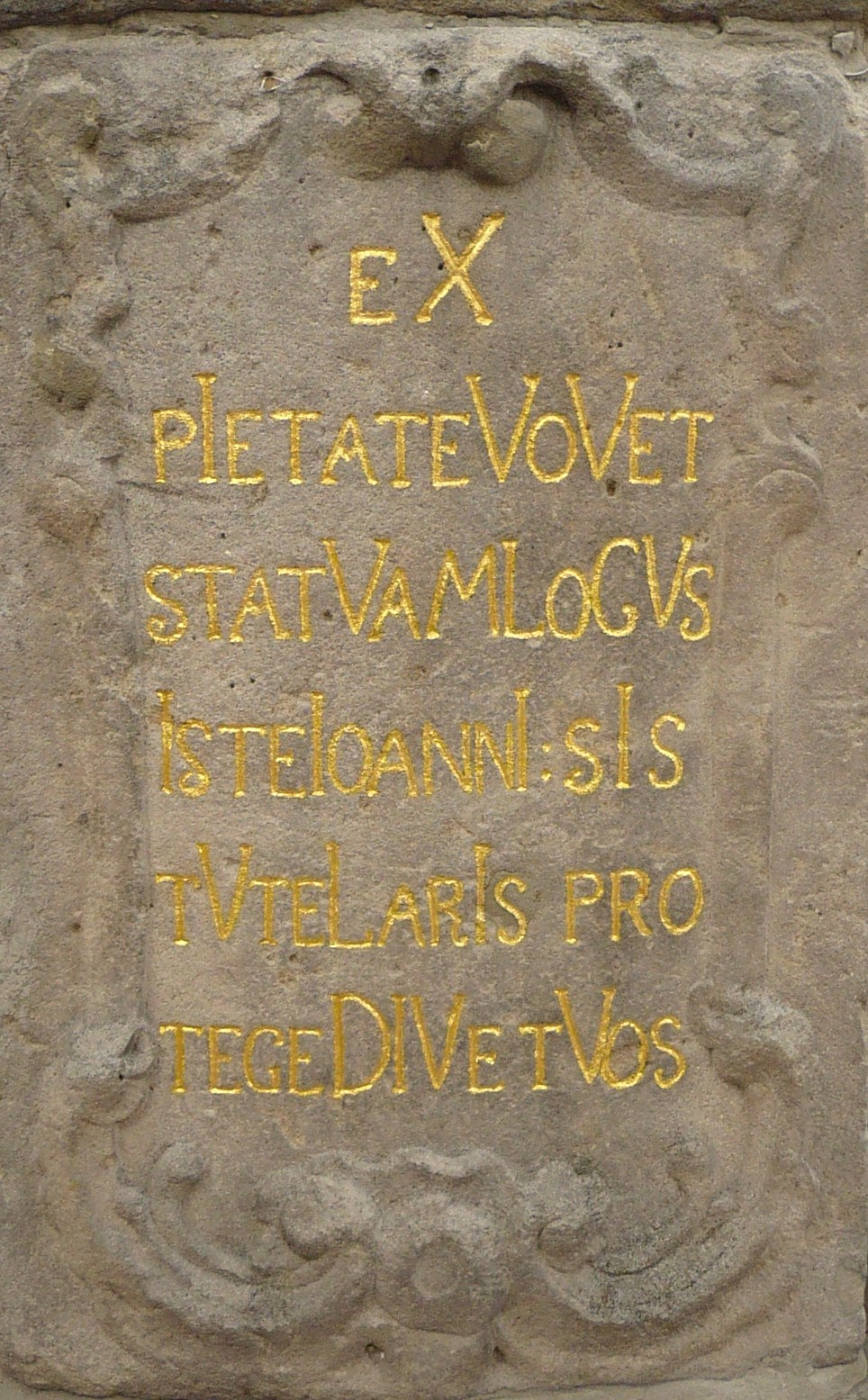
Figura św. Jana Nepomucena, ul. Piastów
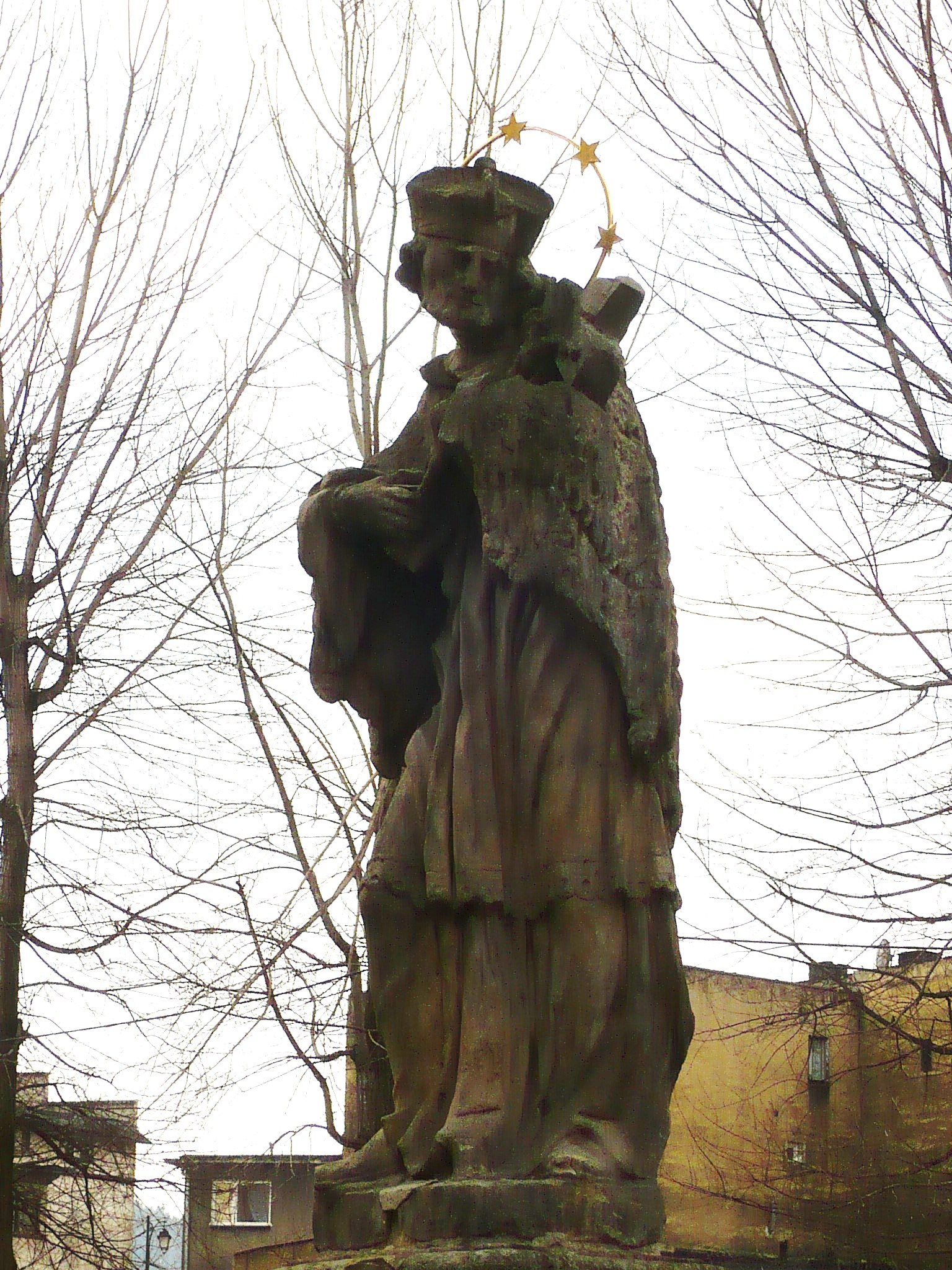
Figura św. Jana Nepomucena, ul. Piastów
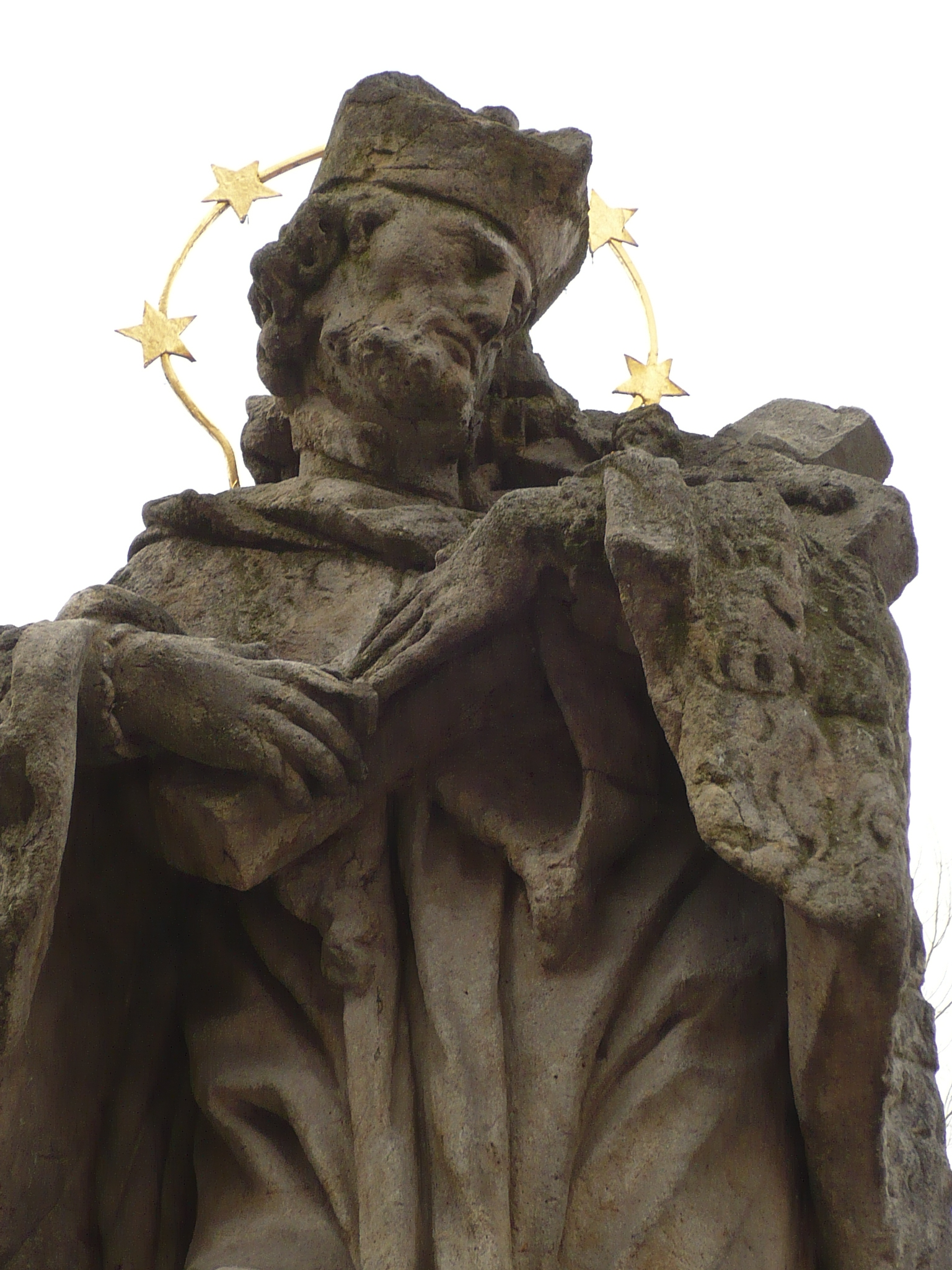
Figura św. Jana Nepomucena, ul. Piastów